# بنجامین ویلا
بنجامین ویلا (۲۶ فوریهٔ ۱۹۸۳) یک نقشه خوان رالی اهل فرانسه است که با پیر لوئی لوبت برای تیم تیم رالی جهانی ام-اسپورت در مسابقات رالی قهرمانی جهان رقابت می‌کند. 